# 御用学者
御用学者（ごようがくしゃ）とは、語源は幕府に雇われて歴史の編纂など学術研究をおこなっていた者のこと。
転じて今日の日本では、「政府や財界、権力者に迎合し都合のいい説を唱える学者」といった意味で使われる。

## 歴史
江戸時代に徳川家による政権の安定化が重要課題となり、武断主義から文治主義に切り替え、朱子学を重んじ、上下関係を明確にしようとした。

## 現代における事例

### 水俣病問題
現代日本においては水俣病の例が嚆矢である。1959年（昭和34年）7月22日、熊本大学医学部の水俣病研究班は、武内忠男や徳臣晴比古らの研究に基づいて、「水俣病の原因は有機水銀であることがほぼ確定的になった」という発表を行った。これにより、新日本窒素肥料（現・チッソ）水俣工場の排液に含まれる水銀が原因との見方が深まるが、同年11月12日、厚生省食品衛生調査会常任委員会・水俣食中毒特別部会が大学と同様の答申を出したところ、厚生省は翌13日に同部会を突如解散させた。
1960年（昭和35年）4月、日本化学工業協会が塩化ビニール酢酸特別委員会の付属機関として、田宮猛雄・日本医学会会長を委員長とするいわゆる「田宮委員会」（水俣病研究懇談会）を設置。後に熊本大学医学部研究班も加わることとなった。同年4月12日、有機水銀説に対する異説として東京工業大学教授清浦雷作は「有機アミン説」を発表した。1961年（昭和36年）4月、東邦大学教授の戸木田菊次は現地調査も実施せずに「腐敗アミン説」を発表した。彼らの主張がそのままマスコミによって報道されたため、原因は未解明という印象を与えた。

### ナイロンザイル事件
詳細はナイロンザイル事件を参照のこと。1955年（昭和30年）、日本の登山者がナイロン製のクライミングロープ（以降ロープと記述する）を原因として死亡した。ナイロンは引張りについては従来の麻のロープよりも遥かに丈夫だが、鋭利な岩角などに擦れた場合には容易に切断される。これはすぐに明らかになったが、大阪大学工学部教授で日本山岳会関西支部長の篠田軍治は、事前の実験でザイルが容易に切れることを確認した上で、公開実験ではあらかじめザイルが接触するコンクリート製のかどにヤスリがけをして十分な丸みをつけた状態で、作為的な実験を新聞記者等の前でデモンストレーションしてみせ、ロープメーカーの東京製綱および日本山岳会と共謀して、犠牲者に対する誹謗中傷運動を山岳雑誌・化学学会誌などで長期にわたって続けた。法改正で安全規格が定められ公布されたのは1975年（昭和50年）、最初の事故以降に確認されているロープの欠陥による死者（通産省の調査した範囲内での数字）は、20人を越えるとされる。なお、偽装実験をマスコミの前で実行した篠田軍治は、日本山岳会の名誉会員推薦により、1989年（平成元年）に評議委員会の全会一致で同会の名誉会員になっている。

### イラク戦争への対応の問題
哲学者の山脇直司東京大学教授は、安保理決議のないままブッシュ政権主導で2003年3月イラク戦争が始められたことへの日本政府の対応について、「アカデミシャンとしての私が今一番一番懸念していることは、アメリカを無邪気に支持し、フランスなどを非協力と言って批判する小泉首相や川口外相のお粗末きわまりない答弁の背後にいる『外務省お抱えの御用学者』の存在です。」「外務省お抱えの『御用学者の知的退廃』を暴く必要を今痛感しています。」と書いている。また、2003年12月からの自衛隊イラク派遣を決定する過程について、政治学者でイスラーム教シーア派に詳しい松永泰行日本大学助教授は「私の知る限り、政府は研究者の実力よりも、政治家や官僚の都合で彼らが望むことを言ってくれる御用学者を起用している」と述べた。

### 喫煙・受動喫煙問題
日本たばこ産業に研究費を支援してもらうかわりに、タバコを擁護する発言を行うなど、消費者の健康よりも特定企業の利益を優先するような行為をしている学者を指して使われた事例がある。
また、メーカーから多額の研究費を受け取っていたために、タバコと乳幼児突然死症候群との関係があるという論文が、根拠が乏しいというように書き換えられてしまったとの指摘が存在する。
タバコ産業等からの研究助成については学界において問題視されており、2003年10月22日に日本公衆衛生学会は学会員に対し「たばこ産業及びその関連機関との共同研究、及び同産業等から研究費等の助成を受けた研究を行わない。」との行動宣言を発している。また、国際的にもたばこ産業による研究助成等について全面規制を求めるたばこ規制枠組条約のガイドラインが追加採択されている。

### 公共事業・原発等
今日の現実の社会の中では、例えば有力な学者が政府の公共事業などの施策に対して、自己の信念に基づく意見、思想を審議会などの場で反映させる為に、そうした機関に呼ばれる立場を確保するべく、ある種の手練手管として、権力へのおもねりと自己の真の主張を両天秤にかけながら駆け引きをする場合がある。また原子力発電の分野では、研究に多額の費用がかかることから権力におもねり、「安全神話」のお墨付きを与えることで電力会社等の支援を受ける例があり、このもたれあいの関係を「原子力村」と評される。